# Weichart von Polheim
Weichart von Polheim (* 27. Dezember 1263; † 6. Oktober 1315) aus dem  oberösterreichischen Adelsfamilie der Herren von Polheim,  war von 1312 bis 1315 Erzbischof von  Salzburg.
Am 1. April 1312 wurde der damals schon fünfzigjährige Domdekan Weichart von Polheim als Kompromisskandidat zum Erzbischof gewählt, der aus dem alten österreichischen Ministerialengeschlecht Polheimer stammte. Dieser Erzbischof hat eine einst bekannte Chronik über die Adelsgeschlechter Österreichs verfasst und ist so der einzige Schriftsteller unter den Salzburger Erzbischöfen des späten Mittelalters. In seine Amtszeit fällt die vorsichtige weitere Ablösung Salzburgs vom Mutterland Bayern. Im Wesentlichen hat Weichart die Politik seines Vorgängers fortgesetzt.
Am 6. Oktober 1315 starb Weichart von Polheim nach gut dreijähriger Regentschaft an den Folgen eines Schlaganfalles. Er wurde im Salzburger Dom vor dem von ihm errichteten St. Rupertus Altar beigesetzt.